# Hernandiaceae
Hernandiaceae — родина квіткових рослин (покритонасінних) порядку лаврових. Складаються з п'яти родів із приблизно 58 відомими видами, вони поширені в тропічних зонах світу, деякі з них широко розповсюджені в прибережних районах, але вони зустрічаються від рівня моря до понад 2000 метрів. Родина тісно пов'язана з лавровими, і багато видів населяють лаврові ліси; вони мають лавроподібне листя. На основі морфології, числа хромосом, географічного поширення та філогенетичного аналізу родина чітко розділена на дві групи, які отримали ранг підродин Gyrocarpoideae та Hernandioideae.
Основним економічним використанням цієї родини є ефірні олії, які містяться в багатьох видах, які важливі для спецій і парфумерії, а також використовується деревина по всьому світу. Велика кількість видів перебуває під загрозою зникнення через надмірну експлуатацію як лікарських рослин, видобуток деревини та втрату середовища існування.
Родина складається з дерев, кущів, ліан. Листки чергові, ароматні, прості чи складні, пальчасто жилкуваті. У корі присутній пробковий камбій; у молодняку це тільки поверхнево. Рослини можуть мати одностатеві квітки (дводомні) або можуть бути однодомними.